# Llista de topònims d'Ultramort
Llista de topònims (noms propis de lloc) del municipi de Ultramort, al Baix Empordà
Informació actualitzada per un bot. Els canvis manuals es perdran quan s'actualitzi!

## masia
| imatge | Nom                | Ubicat a  | instància de | Detalls                     | coordenades                                                                       | Protecció                                  | Commons (més fotos)   | Dades a WD                    |
| ------ | ------------------ | --------- | ------------ | --------------------------- | --------------------------------------------------------------------------------- | ------------------------------------------ | --------------------- | ----------------------------- |
|        | Barraca d'en Pagès | Ultramort | masia        |                             | 42° 03′ 02″ N, 3° 02′ 47″ E / 42.0505517989242°N,3.04641577324199°E               |                                            |                       | Modifica les dades a Wikidata |
|        | Ca l'Alemany       | Ultramort | masia        |                             | 42° 02′ 02″ N, 3° 01′ 38″ E / 42.0338236602814°N,3.02735166659822°E               |                                            |                       | Modifica les dades a Wikidata |
|        | Can Cosme          | Ultramort | masia        |                             | 42° 02′ 46″ N, 3° 02′ 10″ E / 42.045998177729°N,3.03608112517046°E                |                                            |                       | Modifica les dades a Wikidata |
|        | Can Miquel Ponce   | Ultramort | masia        |                             | 42° 02′ 08″ N, 3° 01′ 38″ E / 42.0355529413084°N,3.02730408224832°E               |                                            |                       | Modifica les dades a Wikidata |
|        | Can Pere Batlle    | Ultramort | masia        |                             | 42° 02′ 08″ N, 3° 01′ 42″ E / 42.0355886979676°N,3.02841559178047°E               |                                            |                       | Modifica les dades a Wikidata |
|        | Mas Bosquets       | Ultramort | masia        |                             | 42° 02′ 12″ N, 3° 01′ 40″ E / 42.0365525531812°N,3.02781193906658°E               |                                            |                       | Modifica les dades a Wikidata |
|        | Mas de la Devesa   | Ultramort | masia        | Estil: arquitectura popular | 42° 02′ 06″ N, 3° 02′ 06″ E / 42.035111°N,3.034885°E                              | bé integrant del patrimoni cultural català |                       | Modifica les dades a Wikidata |
|        | Mas de les Garses  | Ultramort | masia        |                             | 42° 01′ 48″ N, 3° 02′ 07″ E / 42.0301017472947°N,3.03533522854125°E               |                                            |                       | Modifica les dades a Wikidata |
|        | can Pagès          | Ultramort | masia        | 17th century                | 42° 02′ 07″ N, 3° 02′ 03″ E / 42.035346°N,3.034124°E ca:Carrer de la Unió 31 msnm | bé integrant del patrimoni cultural català | Can Pagès (Ultramort) | Modifica les dades a Wikidata |

## Misc
| imatge | Nom                           | Ubicat a                                  | instància de                                                                   | Detalls                                                      | coordenades                                                                                             | Protecció                                            | Commons (més fotos)                   | Dades a WD                    |
| ------ | ----------------------------- | ----------------------------------------- | ------------------------------------------------------------------------------ | ------------------------------------------------------------ | --- | ---------------------------------------------------- | ------------------------------------- | ----------------------------- |
|        | Dipòsit d'aigua d'Ultramort   | Ultramort                                 | edifici                                                                        |                                                              | 42° 02′ 18″ N, 3° 02′ 05″ E / 42.03839°N,3.034652°E                                                     | bé cultural d'interès local                          |                                       | Modifica les dades a Wikidata |
|        | Granja d'en Palau             | Ultramort                                 | granja                                                                         |                                                              | 42° 02′ 09″ N, 3° 01′ 53″ E / 42.0357049997382°N,3.03142393235558°E                                     |                                                      |                                       | Modifica les dades a Wikidata |
|        | Puig d'en Doma                | Ultramort                                 | muntanya                                                                       |                                                              | 42° 02′ 37″ N, 3° 01′ 56″ E / 42.04373056°N,3.0322°E 22.4 msnm                                          |                                                      |                                       | Modifica les dades a Wikidata |
|        | Santa Eulàlia d'Ultramort     | Ultramort                                 | església                                                                       | Estil: arquitectura romànica Anomenat per: Eulàlia de Mèrida | 42° 02′ 10″ N, 3° 02′ 03″ E / 42.03620833°N,3.034175°E                                                  | bé integrant del patrimoni cultural català           | Esglèsia de Santa Eulàlia d'Ultramort | Modifica les dades a Wikidata |
|        | Ter                           | Ripollès Osona Selva Gironès Baix Empordà | curs d'aigua riu principal                                                     | Desemboca: mar Mediterrània Llarg: 208km Conca: 3010km²      | 42° 25′ 40″ N, 2° 15′ 24″ E / 42.427778°N,2.256667°E 42° 01′ 24″ N, 3° 11′ 31″ E / 42.02347°N,3.19187°E |                                                      | Ter River                             | Modifica les dades a Wikidata |
|        | Ultramort                     | Ultramort                                 | entitat singular de població ens local històric de Catalunya capital municipal | 214 hab                                                      | 42° 02′ 11″ N, 3° 02′ 04″ E / 42.0364°N,3.03455°E 29 msnm                                               |                                                      |                                       | Modifica les dades a Wikidata |
|        | casa consistorial d'Ultramort | Ultramort                                 | casa consistorial                                                              |                                                              | 42° 02′ 13″ N, 3° 02′ 05″ E / 42.0370202°N,3.0347802°E                                                  |                                                      |                                       | Modifica les dades a Wikidata |
|        | castell de Finestres          | Ultramort                                 | castell                                                                        | 16th century                                                 | 42° 02′ 18″ N, 3° 02′ 05″ E / 42.03833333°N,3.03472222°E ca:al nucli d'Ultramort 33 msnm                | bé d'interès cultural bé cultural d'interès nacional | Castell de Finestres (Ultramort)      | Modifica les dades a Wikidata |